# Бамбу ервејз
Бамбу ервејз (Bamboo Airways, виј. CTCP Hàng không Tre Việt) је национална авио-компанија Вијетнама са седиштем у Ханоју, главном граду Вијетнама. Главни хаб авио-компаније налази се на аеродрому Ханој и аеродрому Хо Ши Мин.

## Редовне линије
Авиокомпанија ће послужити туристима до приморских летовалишта у Вијетнаму, посебно гдје матична компанија има своје одмаралишта.
Имаће летове за азијске земље, и Француску, Немачку, Русију.

## Флота
На почетку, авиокомпанија ће користити Аирбус лизинг авионе.
Компанија је потписала уговор са Аирбус-ом за 24 Аирбус А321нео. 26. јуна 2018. године компанија је потписала уговор са Боингом за 20 Боеинг 787 Дреамлинер. Летел ће бити испоручен у 2020. години.